# Ненад Гајић
Ненад Гајић (Крагујевац, 26. новембар 1974) је српски прозни писац. Аутор је лексикона Словенска митологија (2011), илустроване књиге енциклопедијског типа у издању ИП Лагуна, која прву деценију навршава с дванаест издања ћирилицом и новим издањем латиницом, као и фантазијског серијала Бајка над бајкама, према мотивима народне епике, који је такође објавила Лагуна (Сенка у тами, 2013; Два цара, 2016; Трећа ноћ, 2020; трилогија је обједињена као латинични комплет, и као комплетно ћирилично издање под именом Бајка над бајкама, 2021). Његове књиге продате су у преко 40.000 примерака у преко 30 досадашњих издања. У децембру 2021. најављене су 4 аудио-књиге и 96 е-епизода којима ће обимнија дела Ненада Гајића бити објављена и у електронском облику; прва аудио-књига изашла је 4. марта 2022.

## Биографија
Рођен је у Крагујевцу, као прво дете Владете, будућег професора и доктора техничких наука, и Весне (рођене Стефановић), дипломираног машинског инжењера. Слова упознаје из стрипова: први је добио од оца, на лични захтев, па већ у трећој години учи да чита латиницу, а годину-две касније и ћирилицу. Већ као дете много чита, посећујући чешће библиотеку него игралишта.
У десетој години постаје заљубљеник у рачунаре када на трафици угледа први Свет компјутера, који наредних деценија купује од броја до броја, умоливши мајку да га подржи у овој пасији. У раним бројевима чита и опис епске свемирске пустоловине Elite, што га, уз Pool of Radiance, фантазијски RPG, претвара у трајног заљубљеника у бесконачне светове компјутерских игара.
Тинејџерске године обележава појачано занимање за музику и оснивање првог рок бенда. Тај гимназијски бенд, Rockout, добија и другу поставу током студентских дана, да би своје највише домете у музици Ненад Гајић остварио у касним двадесетим са бендом Akt, са којим као певач, гитариста, композитор и текстописац снима три, а објављује два студијска албума и свира концерте широм Србије, повремено освајајући и врхове топ-листа култних рок емисија, какво је Додатно убрзање на 3K телевизијском каналу РТС-а.
Паралелно са осталим интересовањима, развија се и највећа љубав – према књижевности. Од сакупљања едиције бајки свих народа у предшколским данима, преко случајног откривања Толкиновог Хобита у библиотеци, одушевљења маштом Муркока и Витеза судбине, до фасцинације трилогијом Господар прстенова, пут као да је био уцртан. Почетком новог миленијума будући писац се заинтересовао за словенску митологију и три године читао све што се могло наћи о томе. Био је, каже, одушевљен тим светом и „сасвим изненађен колико занимљивих и лепих митова имамо и како смо успели да их сачувамо кроз време”. Помислио је тада и први пут како је то сјајан темељ за неки будући роман у жанру епске фантастике. Припреме ће потрајати још пуних седам година, до објављивања Словенске митологије 2011, а затим се продужити и до комплетирања тематски повезане Бајке над бајкама 2021.
У објашњавању процеса, писац у једном интервјуу каже: „Иако бих волео да могу рећи друкчије, на идеју стварања књиге о словенској митологији дошао сам више случајно него намерно, прикупљајући грађу за једну сасвим другачију књигу, која је отишла у други план јер ме је истраживање словенске митологије сасвим заокупило”. Та „другачија књига” била је Бајка над бајкама, посебно уводна књига ове трилогије, Сенка у тами, на којој је Ненад Гајић рад наставио по објављивању свог енциклопедијског прегледа словенске митологије.
Упоредо са истраживањем за Словенску митологију, које траје око десет година, а чији се почетак поклапа са завршетком основних студија и почетком дугогодишње везе која ће кулминирати краћим браком, Ненад Гајић се бави различитим стварима. Опробао се као банкар, менаџер, приватни предузетник, произвођач рачунарске опреме, награђивани програмер, уредник телевизијске рок емисије Урбана герила на К9 (са члановима свог бенда Akt : водитељ бубњар Драган Искреновић, сарадник брат и басиста Предраг Гајић), као и аутор друштвених игара. Једна од две друштвене игре чији је аутор, картична игра Izvori magije, међукорак је ка књигама – прва сазнања о словенској митологији користи баш ту, уводећи словенске митове у свет игре и описујући их на 1200 различитих карти објављених у 4 издања игре од 2005-2008. У интервјуу из 2011. аутор чак каже да: „Вероватно без „Извора магије“ не би било ни књиге, јер је било потребно неколико година да упознам толики број квалитетних уметника који су својим сликама оплеменили и оживели „Словенску митологију“.” Ипак, књига је у више наврата представљана као фељтон у новинама и часописима са мало или нимало илустрација, нпр. у дневном листу Политика.
Објављивање Словенске митологије много пута је одлагано од стране издавача, што је умало довело до прераног прекида сарадње, која ће се показати изузетно успешном. У години пред објављивање долази до развода брака са супругом Бојаном (девојачко Малиш); син Вук, двогодишњак коме је посвећена Словенска митологија, такође прелази да живи са мајком. О овом растанку писац је проговорио тек након седам година, пишући крајем 2017. шта се догађало после: „Срушило се све што сам градио. Породица, посао, и штошта приде… И када су дигли руке од мене, одлучујем да променим свој живот.” У вакууму између завршене и објављене књиге, аутор се враћа школовању након деценијске паузе – годину дана посвећује томе да диплому унапреди у мастер, а затим још шест година да стекне звање доктора наука. Овај период поклапа се са изласком прве три пишчеве књиге; тада доста путује, па је посетио Хиландар на Светој гори, пропутовао већи део Европе, као и свет од Москве до Јерусалима. Након одбране докторске тезе и седам година живота у Новом Саду, а пре тога и у Београду, од 2018. највећи део времена проводи у Крагујевцу, где и завршава трилогију Бајка над бајкама романом Трећа ноћ из 2020.
У иностраним часописима објављује, између осталог, и радове о великим научницима Михајлу Пупину и Милутину Миланковићу (и његовом календару), а најавио је академски рад и о изумима Николе Тесле у чланку о погрешним а често навођеним информацијама о њему.

### Најзначајнија дела
- Словенска митологија (2011) — илустровани енциклопедијски лексикон, Лагуна.[33]
- Сенка у тами (2013) — роман (први део трилогије Бајка над бајкама), Лагуна.[34]
- Два цара (2016) — роман (други део трилогије Бајка над бајкама), Лагуна.[35]
- Трећа ноћ (2020) — роман (завршница трилогије Бајка над бајкама), Лагуна.[36]
- Бајка над бајкама (2021) — роман, комплетно обједињено издање, Лагуна.[7]

### Групне збирке и предговори
- У врзином колу (2017) — прича За ким звоно звони, 
          антологија фолклорне фантастике, Страхор.[37]
- Чувари златног руна (2017) — прича Киша (Моји преци путују са мном), 
          збирка инспирисана обичајима и митовима Хомоља и Звижда, Центар за културу.[38]
- Северна капија: Духови прошлости (2018) — предговор на корици, 
          за први роман и цео фантазијски серијал Данијела Јовановића, Отворена књига.[39]
- Словенски круг: заборављена магија веровања (2019) — предговор, 
          фотомонографија Марка Стаматовића, Завод за уџбенике.[40]